# Alfred Grohs
Alfred Grohs (auch: Alfred Groß; geboren 3. Januar 1880 in Rixdorf; gestorben 16. Januar 1935 in Berlin) war ein deutscher Fotograf, Dokumentarfotograf und insbesondere zur Zeit der Weimarer Republik ein bekannter Pressefotograf.

## Leben und Werk

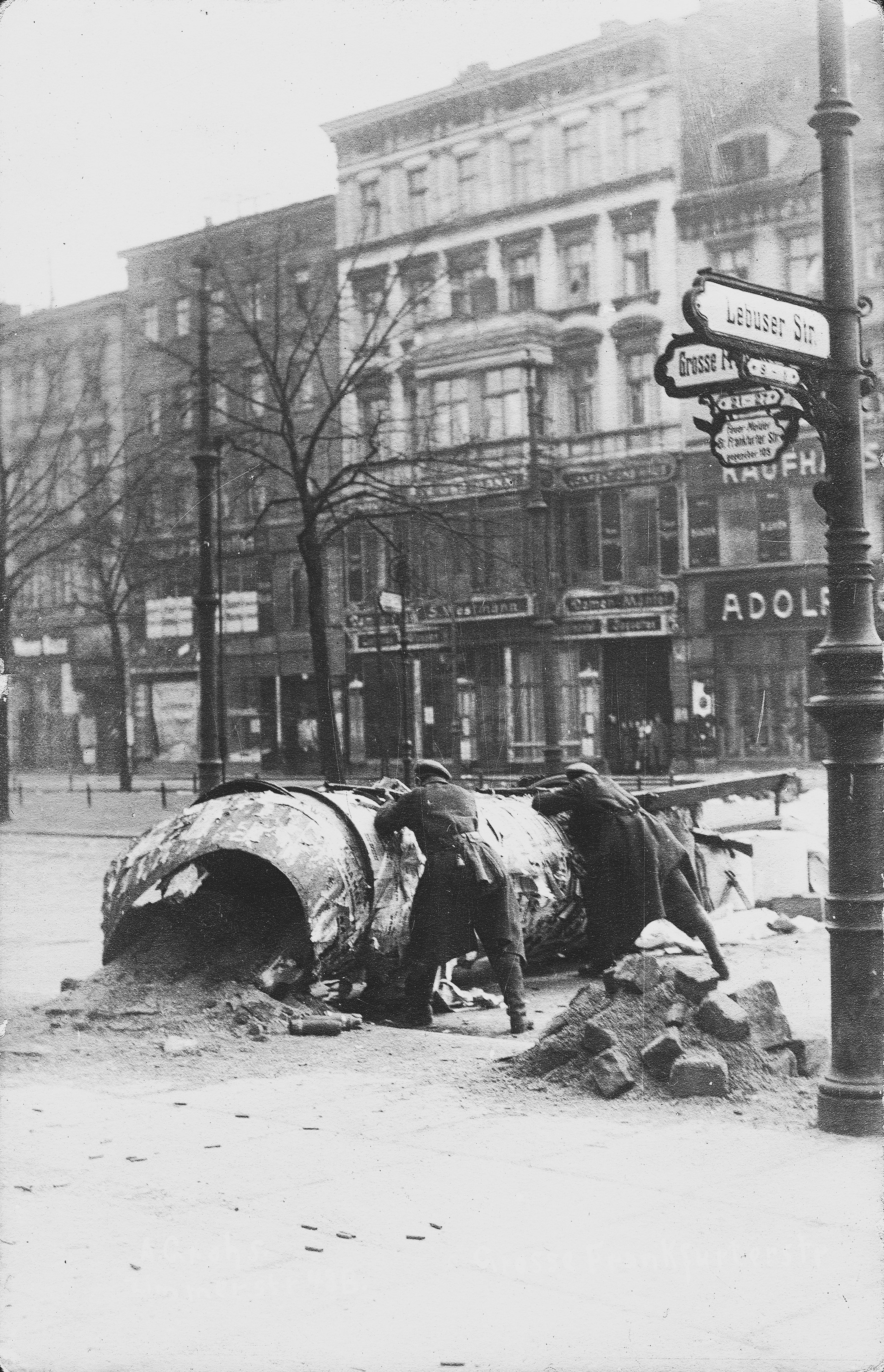
Nachgestellter Barrikaden-Kampf während der Novemberrevolution in Berlin, handschriftliche signiert „A. Grohs, Grosse Frankfurterstr. …“

Alfred Grohs fotografischer Werdegang begann mit der Eröffnung eines kleinen Ateliers für Porträtfotografien. Nachdem er zeitweilig zudem für die Berliner Illustrations–Gesellschaft gearbeitet hatte, wechselte er 1908 seine Profession als selbständiger Bildberichterstatter.
Grohs lieferte spätestens im Frühjahr 1914 erstmals eigene Aufnahmen, die in der im August-Scherl-Verlag in Berlin herausgegebenen Illustrierten Die Woche abgedruckt wurden, anfänglich noch mit seinem Familiennamen Grohs, später Groß.
Nach Beginn des Ersten Weltkrieges wirkte Grohs als „Kriegsberichterstatter in Zivil“. Er wurde der erste Fotograf überhaupt, dessen Aufnahmen sowohl von Der Woche als auch von der Berliner Illustrierten Zeitung in größerer Zahl zu Illustrationszwecken verwendet wurden, wobei sich seine Aufnahmen einigermaßen gleichmäßig auf die beiden Illustrierten verteilten.
Nach Kriegsende wirkte Grohs weiterhin als Pressefotograf, doch seine Bilder wurden seitdem wesentlich seltener in den Berliner Zeitschriften veröffentlicht. In Stichproben konnten dort abgedruckte Aufnahmen mindestens bis zum Frühjahr 1930 nachgewiesen werden.

Der Erfinder Otto Steinitz (Dritter von links) auf dem Dringos-Triebwagen; Titelblatt der Zeitschrift Die Wochenschau vom 17. Januar 1920